# Schneider CA1
Lo Schneider CA1 è un carro armato ed è stato il primo corazzato di produzione francese ad avere impiego bellico durante la prima guerra mondiale oltre ad essere uno dei primi mezzi corazzati prodotti in serie.

## Storia e sviluppo
Verso la fine del 1914 l'esercito francese si rese conto di avere bisogno di un'arma per neutralizzare le postazioni di mitragliatrici tipiche della guerra di trincea, arma che oltretutto avesse la possibilità di muoversi con una certa sicurezza su un terreno aperto sottoposto al fuoco di sbarramento dell'artiglieria. Nel dicembre 1914 due dirigenti della Schneider, tra cui Eugène Brillié, compirono un viaggio in Gran Bretagna dove videro all'opera il trattore cingolato americano Holt. questo mezzo era impiegato dall'esercito inglese per il traino delle artiglierie campali. La Schneider ne acquistò privatamente due esemplari che giunsero presso lo stabilimento di Le Creusot nel maggio 1915. I due mezzi furono accuratamente esaminati dai tecnici della società, che ritennero che il tipo più piccolo, noto come "Baby Holt" (con motore da 45 HP), sarebbe stato idoneo ad essere corazzato per l'impiego sul campo di battaglia.
La progettazione vera e propria del veicolo fu realizzata da Brillié che applicò le idee del colonnello Jean Baptiste Eugène Estienne, vero e proprio precursore dell'uso dei corazzati e sostenitore della necessità di un armamento relativamente pesante. Il primo prototipo, designato "trattore" A, era direttamente ispirato dal Baby Holt. Tale mezzo venne presentato ufficialmente il 16 giugno 1915 di fronte al presidente della Repubblica francese Raymond Poincaré ed al generale Joseph Joffre, capo di stato maggiore dell'esercito. I lavori furono momentaneamente sospesi quando giunse la richiesta dell'esercito di dotare i trattori di un dispositivo tagliafili Breton. Questo dispositivo era stato progettato nel novembre 1914 dal deputato Jules Louis Breton, che l'aveva presentato installato su un trattore agricolo a ruote Bayac, adattato all'impiego militare. L'ufficio tecnico del genio militare diede parere negativo, ma il Ministero della guerra richiese ugualmente dieci dispositivi tagliafili. Poiché le capacità fuoristrada del trattore agricolo Bayac erano assai limitate, Breton si rivolse all'ingegnere Brillié per montare il suo dispositivo sul Baby Holt. Così la Schneider ottenne un ordine per dieci mezzi corazzati, ma il programma finì per fermarsi a causa di pareri difformi sul loro impiego.
Il colonnello Estienne, comandante la componente di artiglieria della 6ª Divisione fanteria, il 1º dicembre 1915 espose al generale Joffre la sua idea relativa ad un veicolo corazzato cingolato. Non ottenne alcun riscontro, ed il 12 dicembre scrisse al generale Janin, responsabile degli equipaggiamenti. Il 20 dicembre arrivò l'autorizzazione a procedere. Estienne si rivolse a Brillié per il progetto ci una "cuirassé terestre" ("corazzata terrestre"). Il 28 dicembre fu pronto il progetto di massima relativo alla costruzione di un lotto di 300-400 carri. La risposta della burocrazia militare arrivò il 26 dicembre 1915, quando la Creusot-Schneider ricevette l'ordine per la costruzione di 400 carri, che fu assegnato alla società SOMUA (Société d'Outillage Mécanique et d'Usinage d'Artillerie) di Parigi.
Inizialmente i carri furono denominati Tracteur Estienne ma ben presto vennero rinominati Char d'Assault Schneider o CA (CA.1 nella versione di serie), con la designazione ufficiale di Modèle 1916. Il primo esemplare di produzione fu consegnato l'8 settembre 1916, ma la produzione andò incontro a molti inconvenienti, come il ritardo della disponibilità di acciaio balistico. A causa di ciò i primi carri vennero realizzati in acciaio dolce. Al 25 novembre 1916 la posto dei previsti 400 carri l'Armée de terre ne aveva ricevuto solamente 8.
Inizialmente lo sviluppo del mezzo avrebbe dovuto essere svolto in collaborazione tra la Schneider e la società Saint Chamond ma a causa di alcune divergenze le due società decisero di procedere separatamente. La Saint Chamond dando elaborò un suo progetto separato, designato carro Saint-Chamond, noto anche come Char d'Assault CFAMH Saint Chamod M.1916.

## Caratteristiche tecniche
Carro per fanteria destinato a sfondare le ostruzioni dei reticolati nemici proteggendo, nel contempo, l'avanzata dei soldati. La struttura di base del CA1 era ispirata da quella del trattore agricolo Holt di produzione statunitense. Il prototipo aveva un equipaggio di quattro persone, aumentate a sei/sette sugli esemplari di serie. Il movimento era assicurato da un motore a benzina e un treno di rotolamento, entrambi collegati ai 2 longheroni che costituivano la base del telaio corazzato.
Il treno di rotolamento era costituito da due carrelli, uno da 3 e uno da 4 ruote, che venivano collegati al telaio da un sistema di bielle e traverse. Si trattava del sistema americano Holt, introdotto con i trattori e che a tutt'oggi appare impiegato su veicoli come le macchine per movimento terra, grazie alla sua robustezza e rigidità. Le sospensioni erano basate su robuste molle.
I cingoli avevano 34 elementi, con una struttura a flange che consentiva di tenerli aderenti alle ruote. Per la locomozione era presente una ruota motrice anteriore, che era regolabile nella tensione e permetteva quindi di adattare il mezzo al terreno, mentre la posteriore era di rinvio. Su questa meccanica era realizzata una sovrastruttura simile a una cassa, costituita da un parallelepipedo di poco rastremato che aveva la parte anteriore rastremata, con il lato sinistro leggermente diverso dal destro.
Il motore era uno Schneider a 4 cilindri da 9.470 cm³, costruito espressamente per tale veicolo, con cilindri uniti a 2 a 2 (corsa 170 mm, alesaggio 135), raffreddato a liquido tramite ventola, ed erogante 60 CV a 1200 giri. Il carro era dotato di accensione a magnete, e doppio carburatore.
Per la trasmissione vi era un meccanismo a cono rovesciato, con un cambio con 3 moltipliche e 2 frizioni secondarie, in quanto ciascuna agiva su di una ruota motrice, e quindi era possibile usandole in maniera differenziale, rallentare un cingolo rispetto all'altro e far ruotare in un verso il mezzo. L'azionamento dei cambi e delle frizioni era controllato da un sistema di leve e pedali.
La corazzatura era costruita sopra il telaio a foggia di ridotta corazzata, con una struttura pensata per resistere ai fucili e alle mitragliatrici Mauser tedeschi dotati di proiettili ordinari calibro 8 mm, ad una distanza di 15 metri.
Lo spessore delle piastre, imbullonate al telaio, era di 11,5 mm, che diventavano 17 mm nella parte frontale, arrivando ad un minimo di 5,5 mm sul fondo dello scafo.
Il carro CA1 era dotato di un portellone d'accesso posteriore a 2 battenti, feritoie e finestrini ed un lucernaio per evacuare i fumi. Per il superamento degli ostacoli, come le trincee, e per evitare l'affossamento il carro era dotato di uno sperone anteriore e di due code posteriori.
L'armamento principale era costituito da un cannone Schneider SoBS da 75 mm posizionato nella parte destra anteriore dello scafo, con una culatta conica e una canna da appena 9,5 calibri. La necessità di limitare il rinculo imponeva al cannone di avere una velocità di espulsione del proiettile di appena 200 m/s. Ciò rendeva la gittata di solamente 600 m con una precisione di mira accettabile solamente nei primi 200. Il brandeggio del cannone era di -10/+20 gradi in verticale, e circa 50° in orizzontale.
L'armamento secondario era costituito da due mitragliatrici leggere Hotchkiss Mle 1914 da 8 mm con supporti oscillanti semisferici, una per lato e leggermente sfalsate. Queste avevano un campo di tiro di 53 gradi in orizzontale e -45/+20 in verticale.
L'equipaggio era costituito da 7 uomini: un ufficiale che era capocarro/pilota, un sottufficiale, 2 cannonieri, 2 mitraglieri e un meccanico.

## Servizio

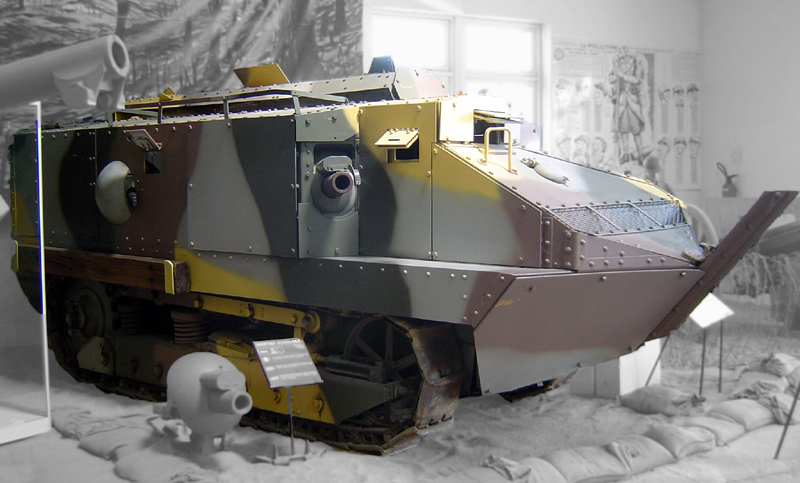
L'ultimo Schneider CA

Dopo il debutto operativo dei carri armati inglesi, il comando tedesco prese tutta una serie di contromisure per contrastare il loro impiego. Furono allargate le trincee e si moltiplicarono gli ostacoli davanti ad esse.
Nel gennaio 1917 l'Armée de terre era arrivata a disporre di 32 carri d'assalto Schneider CA.1. Il Char d'Assaut 1 venne usato in combattimento per la prima volta il 16 aprile 1917 in un attacco fuori Berry-au-Bac, sul fiume Aisne. Tale attacco faceva parte dell'inutile offensiva lanciata dal nuovo comandante in capo dell'esercito francese, generale Nivelle, contro lo Chemin des Dames. L'approccio dei carri alle posizioni di partenza avvenne alla luce del giorno, in piena vista degli osservatori diretti dell'artiglieria tedesca che apri il fuoco sulla lenta colonna di carri in avvicinamento infliggendo pesanti perdite prima ancora che attraversassero le loro linee.
Comunque sia i carri francesi attaccarono, arrivando sulle prime trincee tedesche dopo un'arrampicata di 45 minuti attraverso la terra di nessuno, penetrandole, dirigendosi quindi verso la seconda linea tedesca in cui venne aperta una breccia. Il comandante dell'attacco, Capitano Bossut rimase ucciso. Egli aveva condotto a piedi molta parte dell'azione, come spesso usavano fare i comandanti di carri durante la prima guerra mondiale, camminando con grande pericolo da carro a carro. Ironicamente, dopo che era rimontato suo proprio Schneider CA 1, denominato “Tromp-la-Mort”, fu colpito da un proiettile che penetrò la corazzatura buttandolo esanime fuori dal veicolo. La fanteria francese che sosteneva l'attacco era rimasta ferma molto indietro, nella terra di nessuno, incapace di seguire i carri attraverso il denso fuoco di sbarramento eretto dall'artiglieria tedesca. Dei 121 carri entrati in azione, 81 furono immobilizzati, e di questi 56 rimasero completamente distrutti.
Il mezzo corazzato Schneider dimostrò subito i suoi limiti in azione, sia nella manovrabilità che nella corazzatura. Durante le prove effettuate il CA 1 si era dimostrato in grado di resistere alle pallottole Mauser da 8 mm, ma non al nuovo munizionamento perforante "K" in acciaio al carburo di tungsteno, introdotto recentemente tra le truppe germaniche. Per la sua vulnerabilità il carro divenne noto tra le truppe tedesche come: "Rollendes Krematorium" (forno crematorio ambulante).
Un ulteriore problema era presentato dalla circostanza che, essendo la cingolatura più corta dello scafo, il superamento dei fossati anticarro posti dei tedeschi di fronte alle loro trincee, fossati studiati per fermare i più massicci carri inglesi, risultava molto difficoltoso.
Ad alcune di queste manchevolezze si cercò di ovviare con l'adozione di successive modifiche, come l'aggiunta di una corazzatura laterale aggiuntiva dello spessore di 5,5 mm, distanziata di 40 mm dallo scafo, e del peso di 500 kg, per cercare di limitare la strage di equipaggi che si era vista allo Chemin des Dames.
Anche la posizione e la scarsa corazzatura del serbatoio di benzina, posto all'interno dell'abitacolo, risultarono essere un elemento sfavorevole all'impiego del mezzo. L'ultima grande azione che vide protagonista il carro Schneider avvenne il 18 luglio 1918 nel saliente di Siossons-Reims. Si trattava di un contrattacco eseguito dalla 10ª Armata francese che vide l'impiego di 216 carri Schneider CA 1, 131 carri pesanti St Chamond e 220 carri leggeri Renault FT. Nei duri combattimenti del 1918 i carri Schneider parteciparono a 473 azioni diverse, gli St Chamond a 375.
Con l'entrata in servizio del più leggero carro Renault FT e di altri modelli, lo Schneider CA 1 venne relegato a compiti secondari di trasporto e protezione truppe pur rimanendo in servizio fino alla fine della guerra.

## Esemplari superstiti
Ad oggi sopravvive un solo esemplare originale di carro Schneider CA 1, conservato nel Musée des Blindée di Saumur in Francia. Nel museo è anche esposta una bellissima riproduzione in legno.
Un'altra riproduzione è esposta negli Stati Uniti, presso il 1st Division Museum di Cantigny, ed un cannone originale pressoché completo è in mostra all'Armádní Muzeum Žižkov di Praga.

## Sviluppi
Dal CA1 vennero elaborati il prototipo dello Schneider CA 2 con torretta girevole armata con cannone da 47 mm ed il CA 3 con doppia torretta e scafo allungato ma nessuno di questi progetti ebbe seguito. Un ulteriore sviluppo, designato CA 4, rimase sulla carta.

## Vendite
Italia: nel 1917, sebbene il fronte italiano, per le sue caratteristiche impervie e montuose, non si prestasse molto all'impiego di corazzati, giunse in Italia il primo carro armato ceduto dai francesi al Regio Esercito.
Si trattava di un carro armato Schneider CA.1 (n/c.212) con il quale vennero effettuati molte prove e collaudi sui terreni accidentati del fronte carsico. Entusiastico assertore dell'impiego dei mezzi corazzati da parte del Regio Esercito fu un maggiore d'artiglieria, il conte Alfredo Bennicelli, che aveva già volontariamente preso parte alle prime azioni dei carri inglesi e francesi nelle Fiandre.
La serie di test effettuati con il carro Schneider CA.1 diede dei risultati discretamente soddisfacenti. Sì decise così di richiedere alla Francia la cessione di ulteriori esemplari del carro Schneider, ma la trattativa non andò a buon fine, come fallì la proposta italiana di assemblare tali carri in Italia.
Nel contempo la Fiat, di propria iniziativa, aveva incominciato la progettazione e l'assemblaggio di un carro armato di produzione italiana, il tipo Fiat 2000, che risultò poi troppo pesante, dimostrandosi inadatto allo scopo per cui era stato progettato e di conseguenza ne fu esclusa la produzione in serie.
Nell'estate del 1917 proseguirono gli studi per saggiare le possibilità d'impiego dei mezzi corazzati sul fronte italiano e per definire il modello di carro più adatto al terreno una volta accertarne le possibilità operative. Sulla base delle risultanze di tali indagini, nel settembre 1917, il Comando supremo interessò il Commissariato per le armi e munizioni con le seguenti proposte:
1) Acquistare 100 carri Renault e 20 carri Schneider dalla Francia oppure, in alternativa, acquistare dalle fabbriche francesi i complessivi meccanici dei carri ed eseguire il montaggio in Italia.
2) Se ciò non fosse stato possibile, ottenere dalla Francia i 20 carri Schneider e fare allestire dall'industria nazionale i tipi Renault, su modelli e piani di costruzione forniti dalla Francia.
3) Predisporre per il pronto impiego i carri armati nei campi di istruzione non oltre il 1º marzo, assieme ai materiali vari occorrenti per i servizi.
4) Ottenere intanto dalla Francia due carri Renault da destinare, assieme allo Schneider già in nostro possesso, alla scuola che doveva sorgere a Tricesimo per preparare un primo nucleo di istruttori (20 ufficiali, 50 graduati e soldati).
Nell'ottobre del 1917 la ritirata di Caporetto e l'arretramento del fronte italiano sulla linea del Piave misero fine ai bellicosi progetti dello Stato Maggiore che prevedevano l'impiego di carri sul Carso e nel Goriziano. I rovesci bellici non seppellirono completamente l'interesse per i mezzi corazzati e furono fatte pressioni presso gli alleati per la cessione di nuovi carri armati.
Nel maggio del 1918 giunsero in Italia 3 carri Renault FT che servirono a costituire il Reparto Speciale di Istruzione per gli equipaggi dei carri armati. In seguito il carro Schneider CA.1 venne assegnato al Reparto marcia del 1º Parco trattrici di Verona, fino al 1920. Nel 1936 risultava ancora conservato presso il Reparto carri armati di Bologna. Se ne persero le tracce durante la seconda guerra mondiale.
Spagna: sei carri Schneider CA.1 vennero acquistati il 16 settembre 1921, così da formare una batteria blindata. Tale batteria disponeva anche di 3 autocarri Krupp, 1 autocarro ispanico-svizzero "Aljibe, 1 automobile, e due motociclette Harley-Davidson. Nell'ambito delle operazioni per la riconquista del Marocco (guerra del Rif) i carri vennero spediti in Marocco il 28 febbraio 1922. Furono i primi cari dell'esercito spagnolo a prendere parte ad un combattimento, il 14 marzo 1922. Durante la guerra di Rif questa unità adoperò anche i carri leggeri Renault FT, ma essi furono ufficialmente incorporati nell'unità solo nel 1929. Nessuno di questi carri venne mai perso in battaglia. Dopo la guerra del Marocco essi ritornarono alla penisola iberica nel 1929 dove loro furono conservati nei depositi dell'esercito. Quattro di loro erano ancora disponibili nel 1936 e presero parte ai combattimenti durante i primi giorni della guerra civile. I carri, impiegati dai repubblicani, entrarono in combattimento nelle vicinanze di Toledo.
USA: l'US Army in Francia ricevette nel 1918 alcuni carri Schneider adattati all'uso come rifornitori.

### Annotazioni
1. ↑  L'esemplare era parte della collezione statunitense dell'Aberdeen Proving Ground, restituito alla Francia nel 1987.

### Fonti
1. 1 2 3 4 5 6  Sgarlato 2012, p. 14.
2. 1 2 3 4 5 6  Sgarlato 2012, p. 15.
3. ↑  Cfr. la scheda Char d'Assaut Schneider (online) di R. Jackson, 101 Great Tanks, Rosen, New York 2010, p. 10. Ma si veda anche F. Vauvillier, Et vint le Schneider: Brillié, Estienne et la chenelle Holt, in «Tank Zon», dic.-gen. 2008-2009, pp. 20-31.
4. 1 2 3 4 5 6 7 8 9 10 11 12 13 14 15 16  Sgarlato 2012, p. 16.